# Matthew Kilgallon
Matthew Shaun Kilgallon, né le 8 janvier 1984 à York, est un footballeur anglais qui évolue au poste de défenseur à Hamilton.

## Biographie
Le 8 juillet 2013 il rejoint le Blackburn Rovers
Le 31 août 2018, il rejoint Hamilton.